# Vitraux de l'église Saint-Jacques de Reims

## Historique
Les dates de la construction de l’église Saint-Jacques de Reims sont estimées entre 1183 et 1270.
Mais même avant les impacts de la Première Guerre mondiale, peu de vitraux complets subsistaient du XVIe siècle.
Cette église a beaucoup souffert de la Première Guerre mondiale.

## Numérotation des baies
Les baies de l’église Saint-Jacques de Reims sont numérotées selon le Corpus vitrearum.

## Les verrières

### Le chœur
Les vitraux du chœur de l’église Saint-Jacques de Reims ont été créés par  Joseph Sima et réalisés de 1965 à 1969 par le maitre verrier Charles Marq de l’Atelier Simon à Reims.
Dans la fenêtre centrale du cœur (baie 0), Joseph Sima a dessiné une grande croix blanche, à cheval sur les panneaux latéraux (baies 1 et 2). Les baies 1 et 2 symbolisent chacune une grande pierre en lien avec La Légende dorée de Jacques de Voragine. La légende indique que, au contact du corps de Saint-Jacques la pierre sur laquelle aurait été déposée son corps se serait transformée en tombeau.
L'œuvre de Joseph Sima a été financée par une commande de l’état financée au titre des dommages de guerre.

### Chapelles sud et nord qui encadrent le chœur
Les vitraux des chapelles nord et sud qui encadrent le chœur de l’église Saint-Jacques de Reims ont été créés par Maria Helena Vieira da Silva.
Ils ont été réalisés par le maitre verrier Charles Marq de l’Atelier Simon à Reims, de 1967 à 1968 pour ceux de la chapelle Sud et de 1968 à 1969 pour ceux de la chapelle Nord.

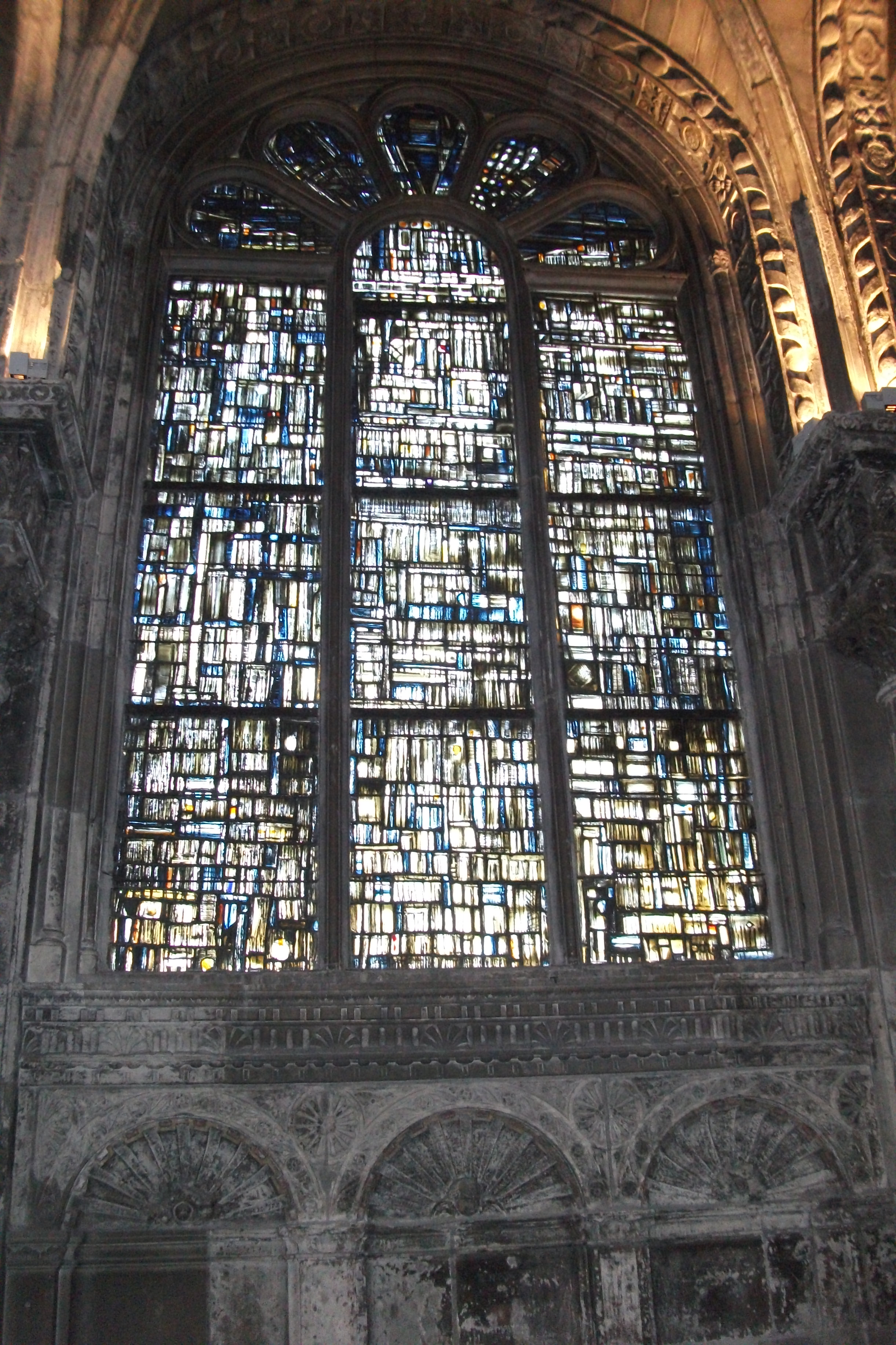

En 1986, un timbre au profit de la Croix Rouge, a été émis en reprenant un vitrail de Maria Helena Vieira da Silva créé pour l’église Saint-Jacques de Reims.

### La nef
Une série de 13 vitraux de Benoît Marq, 7 sur le bas-côté droit et 6 sur le bas-côté gauche, orne la nef. Minimalistes, ils privilégient des courbes et des verticales bleues et grises.
Pour la baie 30 de la nef, Benoît Marq de l’atelier Simon-Marq, a réalisé en 2011 un vitrail « sur les traces du sacré ».

### Local attenant à la nef
Au-dessus d'un local attenant à la nef, quatre vitraux illustrent le baptême dans sa version « moderne », celui de « Clovis », « un catéchumène des premiers siècles » et « le Christ ». Ces vitraux sont de l'atelier rémois Jacques Simon et datés de 1933.

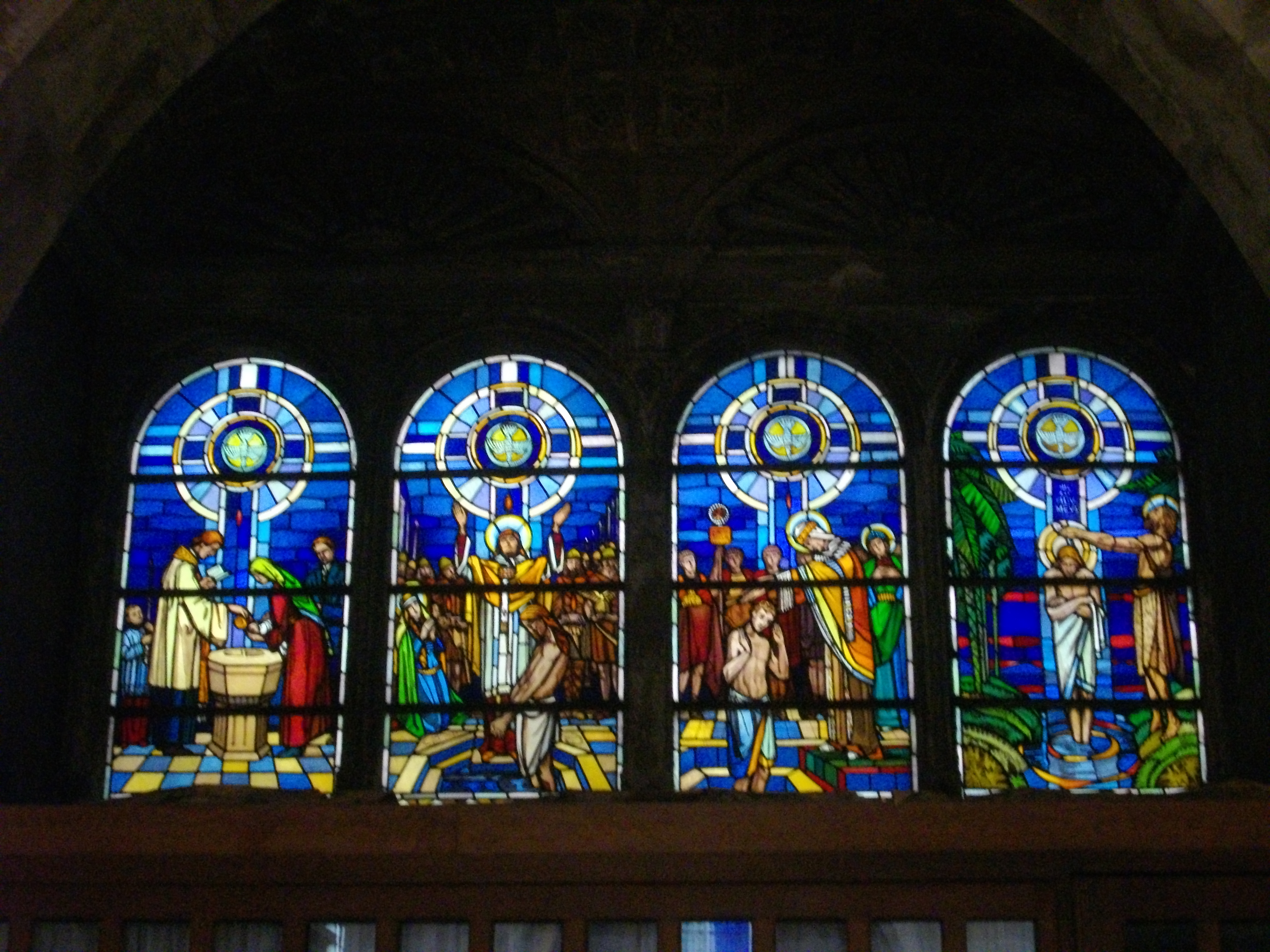
Le baptême.

### La façade occidentale
Sur la façade occidentale, côté gauche en entrant, un vitrail de l'atelier rémois Joseph Simon, « Jésus prêchant à ses disciples », date de 1933 et côté droit en entrant, un vitrail de Albert Vermonet, date de 1902.

## Galerie

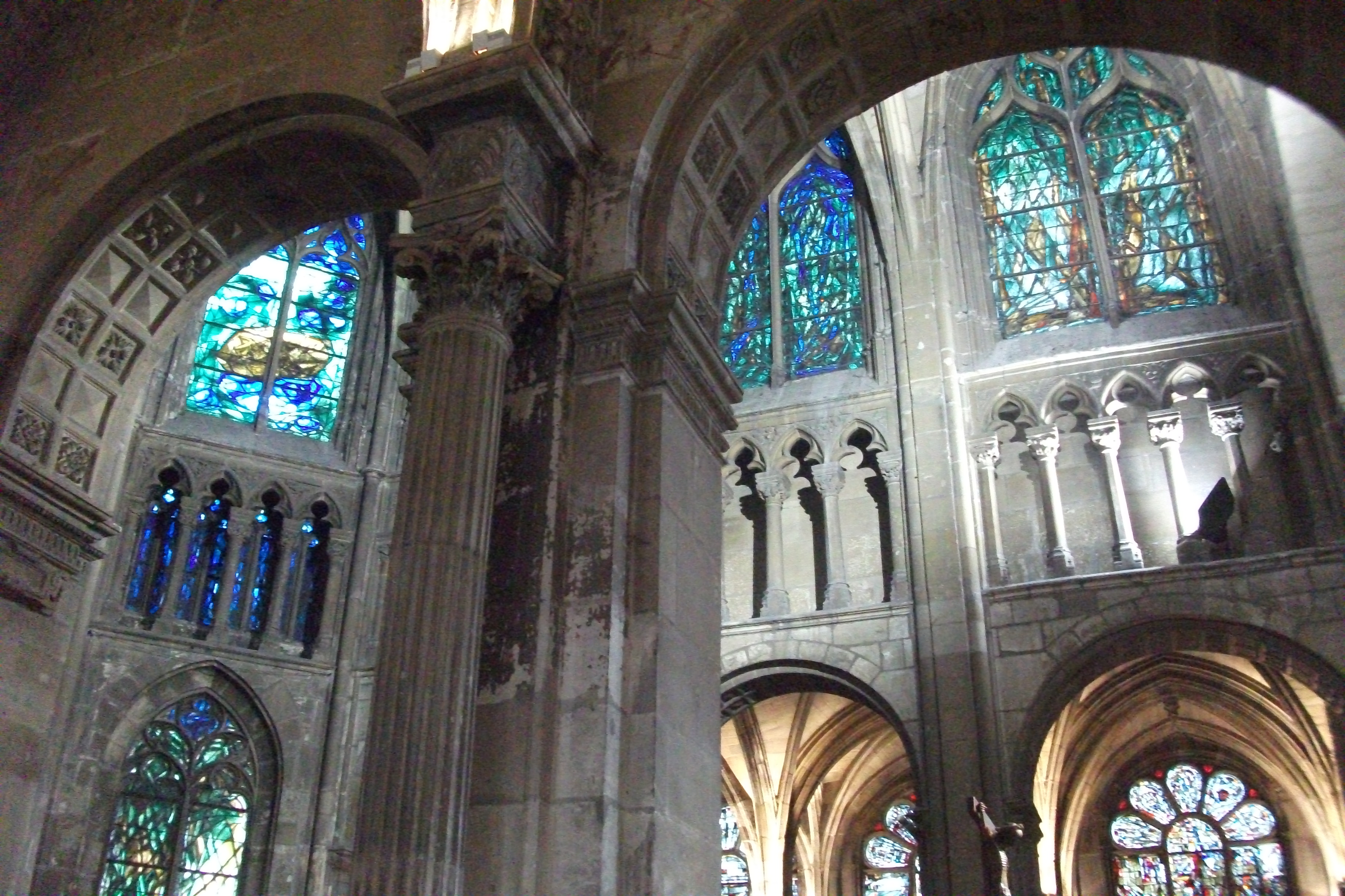
Baie 124 de Joseph Sima.
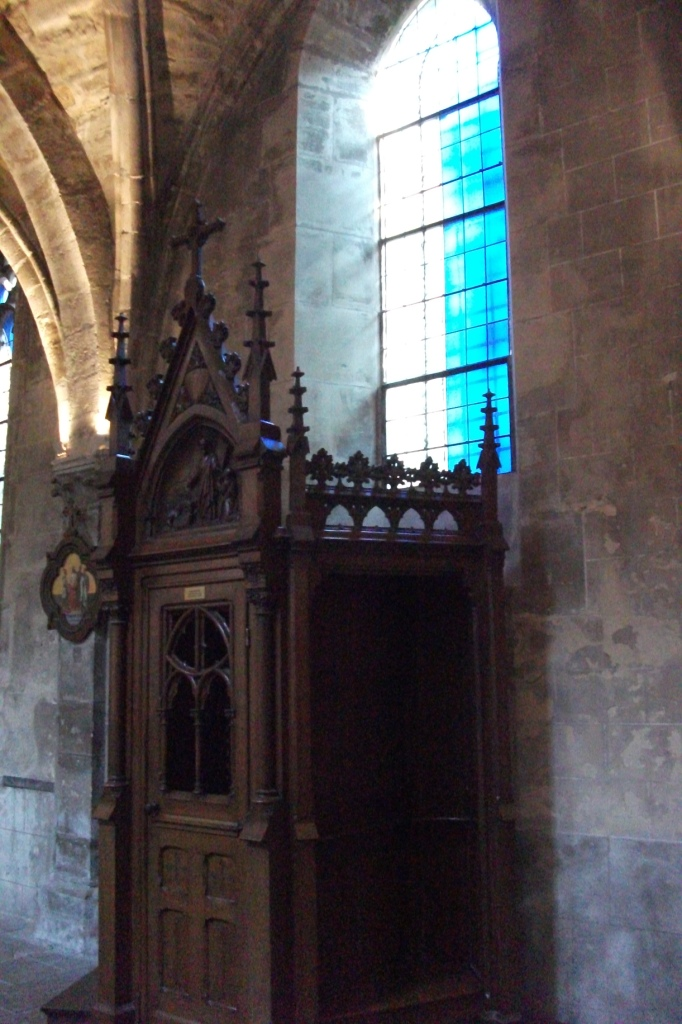
Baie 30 de Benoît Marq.
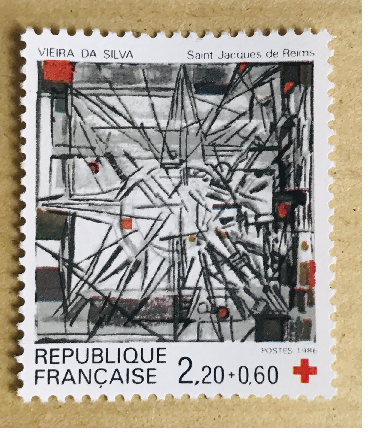
Timbre Vitrail Viera Da Silva Saint jacques de Reims.